# 菊次郎とさき
『菊次郎とさき』（きくじろうとさき）は、ビートたけし（北野武）による日本の小説、およびその小説を元に作成された日本のテレビドラマと演劇である。「菊次郎」「さき」とは、ビートたけしとその兄弟（北野大など）の両親の名前。

## 小説版
1999年12月に新潮社より単行本として、さらに2001年12月に新潮文庫版が発売された。文庫版には北野大によるあとがき「北野家の人びと」も収録されている。
SAKI
『新潮45』1997年5月号初出。軽井沢で入院中のオフクロ・さきから、見舞いに来ないことを怒られた「おいら」（たけし）は、特急列車に乗って軽井沢駅へ向かう。ごちゃごちゃした町中を列車が進むうち、思い出すのは足立区で育った子どもの頃だった。
KIKUJIRO
単行本書き下ろしで、父の想い出を綴った作品。全てフィクションとの断り書きがある。
北野さきさん死去
『新潮45』1999年10月号初出。母の葬儀の前後を綴っている。前2作が一人称「おいら」が回想する自伝的小説仕立てなのに対し本作品はたけしによる同誌の連載と同様のエッセイ風語り口で記述されており、テレビドラマ版の原作とはなっていない。題名については母の死を客観視するためあえて「さん」付けにしたと記されている。

### 書誌・作品情報
- 『菊次郎とさき』1999年12月5日発行 ISBN 4103812095
  - 新潮文庫版 2001年12月1日発行 ISBN 4101225249

## テレビドラマ
テレビ朝日系列で放送された日本のテレビドラマ。陣内孝則と室井滋のダブル主演。
2001年1月6日の土曜日21:00 - 23:21に新春スペシャルドラマとして放送された。
連続ドラマの第1シリーズは、2003年7月3日より9月11日まで毎週木曜日21:00 - 21:54に、「木曜ドラマ」枠で放送された。
第2シリーズは、2005年7月21日より9月15日まで放送された。本シリーズより、ハイビジョン画質で制作開始となっている。
第3シリーズは、2007年7月5日より9月13日まで放送された。第3シリーズはデータ放送連動番組として放送。

### 概要
舞台は足立区梅島（現・島根）で、腕のいいペンキ屋（塗装業）だが飲んだくれな菊次郎と、教育熱心なさきの夫婦を中心に、少年時代の北野大・ビートたけし兄弟の実家である北野家とその周囲の下町の人々をコミカルに描く。北野菊次郎役の陣内孝則と北野さき役の室井滋と谷川小五郎役の梨本謙次郎はスペシャルドラマから全シリーズキャスト変更をされず演じられている。
ストーリーは小説版をベースにしているが、スペシャルドラマ版では名を成した後の（壮年期の）たけし役であるダンカンが登場するのに対し、連続ドラマ版では少年期および青年期（第2・3シリーズ）のみが配役されているため、連続ドラマ版では壮年期のエピソードはほとんど描写されていない。
2010年現在スペシャルドラマ版のみがビデオ・DVD化されている。

### 時代設定
- スペシャル：昭和30年代はじめ。
- 第1シリーズ：昭和30年代。
- 第2シリーズ：第1シリーズの最終回から1年後。
- 第3シリーズ：第1シリーズの2年前。

### キャスト

#### スペシャルドラマのキャスト
北野家
- 北野菊次郎 - 陣内孝則

北野家の当主。職業はペンキ屋（塗装業）で仕事の腕は良いが、無類の酒好きで酒癖が悪い事が原因で周囲の人達を困らせている。
- 北野さき - 室井滋

菊次郎の妻。働き者かつ、しっかり者な母親。勉学の必要性を痛感しており、子供達の教育に力を注ぐ。
- 北野重一（長男） - 中村俊介

社会人。酒癖が悪い菊次郎に代わり、一家の経済面を支えるなどしっかりした性格。のちに久美子と結婚。
- 北野安子（長女） - 邑野未亜 ⇒ 岸本加世子（成人）

高校生。成績優秀で、地元の進学校に通っている。当初は大学進学を考えていたが、さきの助言により進学を諦めて高校卒業後は社会人になる。
- 北野大（次男） - 寒河江幸弘

中学生。優しい性格で弟の面倒見がよく、成績優秀。
- 北野武（ビートたけし）（三男） - 松川尚瑠輝（少年時代） ⇒ ダンカン（成人）

小学生。北野家の子供達の中では唯一やんちゃな性格。野球や友達と遊ぶ事が好きで、勉強をあまりやりたがらないため、日頃からさきに怒られる。
- 北野久美子（重一の妻・旧姓：秋野） - 岩崎ひろみ

クリーニング店の娘。のちに重一と結婚。
- 安子の夫 - 天宮良
- 北野うし（菊次郎の叔母・さきの養母） - 樹木希林

若い頃は「娘義太夫」として活躍していた。菊次郎の酒癖の悪さには困り果てており、さき達に迷惑をかけている事を申し訳なく思っている。元々はうしには実の息子がおり、その息子がさきと結婚していたが、息子が結婚後すぐに早世した事からさきの再婚相手として甥の菊次郎と養子縁組をして、菊次郎と親子になった後にさきと結婚させた。

若林家
- 若林勇 - 渡辺哲
- 若林艶子 - 沢田雅美

谷川家
- 谷川小五郎 - 梨本謙次郎
- 谷川かつゑ - 宮地雅子

天宮家
- 天宮邦子 - 岡まゆみ
- 天宮部長 - 寺田農

その他
- 「信濃屋」の主人 - でんでん
- 藤崎（先生・武の担任） - 原田龍二
- 原ひさ子

#### 連続ドラマのキャスト
北野家
- 北野菊次郎 - 陣内孝則 ⇒ 大和田唯斗（子供のころの菊次郎：第3シリーズ）
- 北野さき - 室井滋
- 北野重一（長男） - 賀集利樹（第1・2シリーズ） ⇒ 阿部力（第3シリーズ）
- 北野安子（長女） - 早瀬英里奈（第1シリーズ） ⇒ 市川由衣（第2シリーズ） ⇒ 黒川智花（第3シリーズ）
- 北野大（次男） - 若葉竜也（子役：第1シリーズ） ⇒ 村上雄太（少年時代：第2シリーズ） ⇒ 谷本和優（少年時代：第3シリーズ） ⇒ 平山広行（青年時代：第2・3シリーズ）
- 北野武（ビートたけし）（三男） - 桑原成吾（少年時代：第1・2シリーズ） ⇒ 塚本高史（青年時代：第2・第3シリーズ）・大和田凱斗（少年時代：第3シリーズ）
- 北野久美子（重一の妻・旧姓：牧野） - 京野ことみ（第1・2シリーズ）
- 北野うし（菊次郎の叔母・さきの養母） - 草笛光子（第1・2シリーズ） ⇒ 吉行和子（第3シリーズ）

武の通う小学校
- 藤崎（先生・武の担任） - 西島秀俊（第1・2シリーズ）

谷川家
- 谷川小五郎（隣家の大工） - 梨本謙次郎
- 谷川かつゑ（小五郎の妻） - 濱田マリ

左家
- 左弦三（大工の棟梁） - 長門裕之（第1・2シリーズ）
- 左鈴女（弦三の妻） - 眞野裕子（第1・2シリーズ）

牧野家
- 牧野松太郎（久美子の父） - 渡辺哲（第1シリーズ）
- 牧野巴（久美子の母） - 山口美也子（第1シリーズ）

居酒屋とバー
- 信濃屋・主人（菊次郎らの行く居酒屋） - 日野陽仁（第1・2シリーズ）
- し乃（BAR ニューし乃の経営者） - 美保純（第1・2シリーズ）

浅草フランス座
- 金子二郎 ⇒ 兼子きよし（浅草フランス座での武の先輩・後のビートきよし） - 荒川良々（第2・3シリーズ）
- 深見千三郎（浅草フランス座の伝説の芸人） - ガダルカナル・タカ（第2・3シリーズ）
- ケテツの塚原さん（浅草フランス座の入場券売場係） - 草笛光子（第2シリーズ）
- 志の川亜矢（浅草フランス座の売れっ子ストリッパー・深見千三郎の何番目かの妻） - 小田茜（第2シリーズ）

越後屋
- 城ヶ島絹代（居酒屋・越後屋の女将） - 梅沢昌代（第3シリーズ）
- 卜部花子（居酒屋・越後屋の店員） - 清水由紀（第3シリーズ）

大工
- 万城目定吉（大工の棟梁・越後屋の常連） - 大杉漣（第3シリーズ）
- 伝助（大工・越後屋の常連） - 櫻庭博道（第3シリーズ）
- 弥七（大工・越後屋の常連） - 金橋良樹（第3シリーズ）

湯川家
- 湯川実篤（先生） - ダンカン（第3シリーズ）
- 湯川美智子（湯川先生の妹） - 佐藤江梨子（第3シリーズ）

### スタッフ
- スペシャル
  - 脚本：松原敏春
  - 音楽：坂田晃一
  - 演出：石橋冠
  - 美術デザイン：門奈昌彦、高野雅裕
  - 技術協力：エヌ・ティ・ビー映像センター
  - 美術協力：アートフォー
  - プロデューサー：五十嵐文郎（テレビ朝日）、中山秀一・太田雅晴（5年D組）
  - ラインプロデューサー：藤本一彦
  - 制作協力：5年D組
  - 制作著作：テレビ朝日
- 第1シリーズ
  - 脚本：輿水泰弘、吉本昌弘、酒井直行
  - 音楽：坂田晃一
  - 演出：石橋冠、阿部雄一、谷川功
  - 主題歌：SING LIKE TALKING「Hello」（UNIVERSAL J）
  - 挿入歌：Ruppina「You Are」（avex trax）
  - 協力：エヌ・ティ・ビー映像センター、共立、アートフォー
  - チーフプロデューサー：五十嵐文郎（テレビ朝日）
  - プロデューサー：稲垣ケンジ（テレビ朝日）、中山秀一・太田雅晴（5年D組）
  - 制作協力：5年D組
  - 制作著作：テレビ朝日
- 第2シリーズ
  - 脚本：輿水泰弘、吉本昌弘
  - 音楽：坂田晃一
  - 演出：石橋冠、谷川功、阿部雄一
  - 主題歌：久保田利伸「Club Happiness」（SME RECORDS）
  - 技術協力：エヌ・ティ・ビー映像センター、生田スタジオ、ザ・チューブ
  - 美術協力：アートフォー
  - チーフプロデューサー：五十嵐文郎（テレビ朝日）
  - プロデューサー：中込卓也（テレビ朝日）、中山秀一・里内英司（5年D組）
  - 制作協力：5年D組
  - 制作著作：テレビ朝日
- 第3シリーズ
  - 脚本：輿水泰弘、吉本昌弘
  - 音楽：坂田晃一
  - 演出：阿部雄一、中山秀一、池添博、谷川功
  - 主題歌：やなわらばー「いちごいちえ」（パパイヤれこーど）
  - 監修：石橋冠
  - チーフプロデューサー：五十嵐文郎（テレビ朝日）
  - プロデューサー：中込卓也（テレビ朝日）、中山秀一・里内英司・井上博己（5年D組）
  - 協力：NiTRo、日本テレビアート、アックス、緑山スタジオ・シティ、バウムレーベン
  - 制作：テレビ朝日、5年D組

### 放送日程

#### スペシャル（2001年）
| 放送日       | サブタイトル | 脚本     | 演出   |
| ------------ | --- | -------- | ------ |
| 2001年1月6日 | ビートたけしが贈る感動と追悼の物語！ 父の面影、教育熱心な母の死…天才たけしはこうして生まれた!!笑って泣いて見て下さい | 松原敏春 | 石橋冠 |

#### 第1シリーズ（2003年）
- 2003年7月3日 - 9月11日、全10話。
- 2003年7月17日は、世界水泳2003バルセロナが放送されたため休止となった。

| 各話                                                       | 放送日        | サブタイトル                         | 脚本     | 演出     | 視聴率 |
| ---------------------------------------------------------- | ------------- | ------------------------------------ | -------- | -------- | ------ |
| 第1話                                                      | 2003年7月3日  | 父の面影…教育熱心な母!               | 輿水泰弘 | 石橋冠   | 12.0%  |
| 第2話                                                      | 2003年7月10日 | たけしが泣いた! 父の暴力、母の愛…    | 輿水泰弘 | 石橋冠   | 10.4%  |
| 第3話                                                      | 2003年7月24日 | 母が倒れた! たけし一家涙の鳥鍋料理…  | 輿水泰弘 | 阿部雄一 | 13.6%  |
| 第4話                                                      | 2003年7月31日 | 離婚!? たけしが見た嵐の夫婦ゲンカ…   | 輿水泰弘 | 阿部雄一 | 11.3%  |
| 第5話                                                      | 2003年8月7日  | たけしの涙…夏祭りに散った初恋!       | 吉本昌弘 | 谷川功   | 10.3%  |
| 第6話                                                      | 2003年8月14日 | たけし一家泣き笑い!? 長男の婚約騒動… | 吉本昌弘 | 石橋冠   | 11.9%  |
| 第7話                                                      | 2003年8月21日 | 結納の長い一日…たけしの父VS花嫁の父  | 輿水泰弘 | 阿部雄一 | 12.1%  |
| 第8話                                                      | 2003年8月28日 | 母ちゃんが病気!? たけし一家涙の別れ… | 酒井直行 | 石橋冠   | 13.9%  |
| 第9話                                                      | 2003年9月4日  | 母ちゃんが家出!? たけしの涙…         | 輿水泰弘 | 谷川功   | 10.4%  |
| 第10話                                                     | 2003年9月11日 | さよならたけし一家! 涙と感動の結末   | 輿水泰弘 | 石橋冠   | 13.8%  |
| 平均視聴率 12.0%（視聴率は関東地区・ビデオリサーチ社調べ） |               |                                      |          |          |        |

#### 第2シリーズ（2005年）
- 2005年7月21日 - 9月15日、全9話。
- 初回は15分拡大（21:00 - 22:09）。

| 各話                                                       | 放送日        | サブタイトル                                               | 脚本     | 演出     | 視聴率 |
| ---------------------------------------------------------- | ------------- | ---------------------------------------------------------- | -------- | -------- | ------ |
| 第1話                                                      | 2005年7月21日 | ビートたけしを生んだ感動家族ふたたび 【天誅でござる】      | 輿水泰弘 | 石橋冠   | 16.1%  |
| 第2話                                                      | 2005年7月28日 | 菊次郎湯船に死す 【菊次郎、湯船に死す】                    | 輿水泰弘 | 石橋冠   | 13.9%  |
| 第3話                                                      | 2005年8月4日  | 武感動の初テレビ 【テレビと泥棒】                          | 輿水泰弘 | 石橋冠   | 15.1%  |
| 第4話                                                      | 2005年8月11日 | たけしが見た娘義太夫 【踊るさきさん、唄ううしさん】        | 輿水泰弘 | 谷川功   | 13.7%  |
| 第5話                                                      | 2005年8月18日 | さよなら母ちゃん!! ビートたけしの青春 【大脱走】           | 輿水泰弘 | 石橋冠   | 15.0%  |
| 第6話                                                      | 2005年8月25日 | 母ちゃん涙!! たけし浅草初舞台 【たけし、現る!?】           | 輿水泰弘 | 谷川功   | 15.6%  |
| 第7話                                                      | 2005年9月1日  | たけしvs菊次郎!! 涙の親子漫才 【浅草の中心でネタをさけぶ】 | 吉本昌弘 | 阿部雄一 | 13.8%  |
| 第8話                                                      | 2005年9月8日  | 父母涙!! たけしテレビデビュー 【兄弟、そして父と母】       | 輿水泰弘 | 阿部雄一 | 15.6%  |
| 第9話                                                      | 2005年9月15日 | サヨナラ…たけし一家 【菊次郎の神様】                       | 輿水泰弘 | 石橋冠   | 15.7%  |
| 平均視聴率 14.9%（視聴率は関東地区・ビデオリサーチ社調べ） |               |                                                            |          |          |        |

#### 第3シリーズ（2007年）
- 2007年7月5日 - 9月13日、全11話。
- 初回は15分拡大（21:00 - 22:09）。

| 各話                                                      | 放送日        | サブタイトル                                                                    | 脚本     | 演出     | 視聴率 |
| --------------------------------------------------------- | ------------- | ------------------------------------------------------------------------------- | -------- | -------- | ------ |
| 第1話                                                     | 2007年7月5日  | ビートたけしを生んだ感動家族!! 母の愛、父の涙… 【父（おとこ）は背中で勝負する】 | 輿水泰弘 |          | 10.9%  |
| 第2話                                                     | 2007年7月12日 | 父は泥棒!! たけしの涙 【罪と罰】                                                | 輿水泰弘 | 阿部雄一 | 8.4%   |
| 第3話                                                     | 2007年7月19日 | ビートたけしの作り方 【さきの本懐】                                             | 輿水泰弘 | 中山秀一 | 9.5%   |
| 第4話                                                     | 2007年7月26日 | ビートたけし10歳の夏休み 【踊る北野一家】                                       | 吉本昌弘 | 谷川功   | 9.8%   |
| 第5話                                                     | 2007年8月2日  | 武が家出!? 母の愛・父の涙 【にっぽんの家族】                                    | 吉本昌弘 | 阿部雄一 | 9.6%   |
| 第6話                                                     | 2007年8月9日  | 梅島～たけし家に不発弾!? 【戦争と平和】                                         | 輿水泰弘 | 池添博   | 9.6%   |
| 第7話                                                     | 2007年8月16日 | たけしが見た!! 涙の結婚式 【夫婦漫才】                                          | 輿水泰弘 | 中山秀一 | 8.6%   |
| 第8話                                                     | 2007年8月23日 | 父を救え! 真夏の夜の奇跡 【菊次郎忘れな草】                                     | 吉本昌弘 | 谷川功   | 8.9%   |
| 第9話                                                     | 2007年8月30日 | 母涙!! 父の引退～青年武編 【落陽】                                              | 輿水泰弘 | 阿部雄一 | 8.7%   |
| 第10話                                                    | 2007年9月6日  | 映画が北野家にやってきた 【学問ノススメ】                                       | 輿水泰弘 | 中山秀一 | 8.8%   |
| 第11話                                                    | 2007年9月13日 | 涙!! 花嫁の父と母 【花嫁の父と母】                                              | 輿水泰弘 | 阿部雄一 | 9.0%   |
| 平均視聴率 9.3%（視聴率は関東地区・ビデオリサーチ社調べ） |               |                                                                                 |          |          |        |

| テレビ朝日 木曜ドラマ                          | テレビ朝日 木曜ドラマ                                  | テレビ朝日 木曜ドラマ                                       |
| 前番組                                         | 番組名                                                 | 次番組                                                      |
| ---------------------------------------------- | ------------------------------------------------------ | ----------------------------------------------------------- |
| 動物のお医者さん （2003.4.17 - 2003.6.26）     | 菊次郎とさき （第1シリーズ） （2003.7.3 - 2003.9.11）  | トリック（第3シリーズ） （2003.10.16 - 2003.12.18）         |
| アタックNo.1 （2005.4.14 - 2005.6.23）         | 菊次郎とさき （第2シリーズ） （2005.7.21 - 2005.9.15） | 熟年離婚 （2005.10.13 - 2005.12.8）                         |
| ホテリアー（日本版） （2007.4.19 - 2007.6.14） | 菊次郎とさき （第3シリーズ） （2007.7.5 - 2007.9.13）  | おいしいごはん 鎌倉・春日井米店 （2007.10.25 - 2007.12.13） |

## 舞台版

### 2012年版
2012年に東宝の製作で舞台化され、3月24日から5月27日にかけて東京・大阪・福岡・富山・名古屋の5都市で公演。演出と主演はテレビドラマと同一の石橋冠と陣内孝則、室井滋で、原作にない登場人物もテレビドラマに準じており、著作権表記も原作のビートたけしと並んで、テレビドラマ版のテレビ朝日と5年D組が記されている。

#### キャスト
北野家
- 北野菊次郎 - 陣内孝則
- 北野さき - 室井滋
- 北野うし（菊次郎の叔母・さきの養母） - 音無美紀子
- 北野安子 - 渋谷飛鳥
- 北野重一 - 川口真五
- 北野久美子 - 佐藤詩子
- 北野大 - 三澤康平
- 北野武 - 大嶋康太、中島米星

谷川家
- 谷川小五郎 - 梨本謙次郎
- 谷川かつゑ - 濱田マリ

その他
- 英治（安子の恋人） - つまみ枝豆
- 藤崎（先生） - 風間トオル
- 北野家の大家 - 角替和枝
- 左弦三 - 安原義人
- 信濃屋・主人 - 日野陽仁
- 角間進
- 松岡依都美
- 西浦八恵子
- 高尾祥子
- 伊藤菜生
- 板倉武志

#### スタッフ
- 原作 - ビートたけし（『菊次郎とさき』）
- 脚本 - 輿水泰弘
- 演出 - 石橋冠
- 装置 - 中島正留
- 照明 - 塚本悟
- 音楽 - 八幡茂
- 音響 - 山本能久
- 衣裳 - 武内修
- ヘアメイク - 福島久美子
- 演出助手 - 寺崎秀臣
- 舞台監督 - 佐藤博
- プロデューサー - 吉田訓和
- 製作協力 - テレビ朝日
- 協力 - オフィス北野
- 製作 - 東宝
- 著作権表記 - 「菊次郎とさき」/ビートたけし・テレビ朝日・5年D組

#### 公演日程
- 3月24日・25日 - 東京・シアター1010
- 3月28日〜4月1日 - 大阪・新歌舞伎座
- 4月6日〜28日 - 福岡・博多座
- 5月3日・5日 - 富山・クロスランドおやべ、富山県民会館
- 5月8日〜16日 - 名古屋・中日劇場
- 5月19日〜27日 - 東京・ル テアトル銀座 by PARCO

### 2015年版
2015年、再び東宝製作により舞台化され、1月3日から2月28日にかけて全国15会場で公演される予定。

#### キャスト
北野家
- 北野菊次郎 - 陣内孝則
- 北野さき - 室井滋
- 北野うし - 音無美紀子
- 北野安子 - 緑友利恵
- 北野重一 - 平野勇樹
- 北野大 - 吉田翔
- 北野武 - 下地幸多、楢原蓮流

谷川家
- 谷川小五郎 - 梨本謙次郎
- 谷川かつゑ - 濱田マリ

その他
- 藤崎（先生） - 風間トオル
- 左弦三 - 鶴田忍
- 芦川誠
- 西ノ園達大
- 川口真五
- 立花裕大
- 下山田ひろの
- 田嶋佳子
- 斉藤尚史
- 西浦八恵子
- 西畑まどか
- 高橋孝輔

#### スタッフ
- 原作 - ビートたけし（『菊次郎とさき』）
- 脚本 - 輿水泰弘
- 演出 - 石橋冠、寺崎秀臣
- 装置 - 中島正留
- 照明 - 塚本悟
- 音楽 - 八幡茂
- 音響 - 山本能久
- 衣裳 - 武内修
- ヘアメイク - 福島久美子
- アクション - 渥美博
- 振付 - 田井中智子
- 歌唱指導 - 上野まり子
- 演出助手 - 渡邉さつき
- 舞台監督 - 佐藤博
- 企画 - 米久保宏
- スーパーバイザー - 細川潤一
- プロデューサー - 吉田訓和
- 制作 - 佐藤由美子
- 製作協力 - テレビ朝日
- 協力 - オフィス北野
- 製作 - 東宝
- 著作権表記 - 「菊次郎とさき」/ビートたけし・テレビ朝日・5年D組

#### 公演日程
- 1月3日〜5日 - 東京・シアター1010
- 1月9日〜18日 - 東京・EXシアター六本木
- 1月21日・22日 - 兵庫・兵庫県立芸術文化センター
- 1月24日・25日 - 名古屋・名鉄ホール
- 1月28日 - 愛媛・松山市民会館
- 1月31日・2月1日 - 香川・三木町文化交流プラザ
- 2月3日 - 熊本・熊本市民会館
- 2月5日 - 長崎・長崎市公会堂
- 2月7日 - 福岡・キャナルシティ劇場
- 2月11日 - 山形・山形市民会館
- 2月13日 - 群馬・桐生市市民文化会館
- 2月15日 - 栃木・小山市立文化センター
- 2月17日 - 岩手・北上市文化交流センター さくらホール
- 2月20日 - 富山・クロスランドおやべ
- 2月22日 - 富山・新川文化ホール
- 2月28日 - 東京・府中の森芸術劇場